# Türkiye Cumhuriyeti Devlet Demiryolları

Streckennetz

Die Türkiye Cumhuriyeti Devlet Demiryolları (TCDD) (auf Deutsch: Staatsbahn der Republik Türkei) ist die staatliche Eisenbahngesellschaft der Türkei mit Sitz in Ankara.

## Geschichte

### Gründung
Die erste Bahnstrecke auf dem Gebiet der heutigen Türkei wurde 1860 von Izmir ausgehend eröffnet. In den folgenden Jahrzehnten entstand im damaligen Osmanischen Reich ein nicht zusammenhängendes Netz, das jeweils durch die Interessen der ausländischen Geldgeber geprägt war. Die meisten Bahngesellschaften standen unter deutscher, französischer oder britischer Kontrolle. Lediglich die Hedschasbahn war primär durch Spenden von Muslimen finanziert worden.
Nach Gründung der Republik Türkei 1923 war es ein wesentliches Ziel der Eisenbahnpolitik, die in ausländischem Eigentum befindlichen Bahnen in eine türkische Staatsbahn zu überführen. Das Gesetz Nr. 506 vom 22. April 1924 beschloss so folgerichtig den Ankauf der Anatolischen Eisenbahn (CFOA) durch die Republik Türkei. Mit einem weiteren Gesetz vom 24. Mai 1924 wurde die CFOA einer türkischen Generaldirektion unterstellt, der Anadolu-Bağdad Demiryolları, der Vorgängerorganisation der TCDD. Diese wurde dann durch ein Gesetz vom 23. Mai 1927 geschaffen.

### Übernahme der Privatbahnen
In den Folgejahren übernahm die TCDD schrittweise weitere Privatbahnen. 1934 ging die mit französischem Kapital begründete Chemin de fer de Smyrne–Cassaba et Prolongements (SCP), die Strecken von Izmir nach Bandırma und Afyonkarahisar erbaut hatte, an die TCDD über. Ein Jahr später folgte die ursprünglich britische Ottoman Railway Company (ORC), die mehrere Strecken östlich von Izmir betrieb. Zum 1. Januar 1937 übernahm die TCDD die Compagnie des Chemins de fer Orientaux und damit den gesamten Bahnbetrieb im europäischen Teil der Türkei.
Die Bagdadbahn kam erst schrittweise in Besitz der TCDD. Infolge des Vertrags von Ankara waren die Betriebsrechte 1921 an die französische Société d’Exploitation des Chemins de fer Bozanti – Alep – Nissibie et Prolongements (BANP) übergegangen (zunächst noch als Société du Chemin de fer Cilicie – Nord Syrie bezeichnet). Von dieser übernahm die TCDD schrittweise die Strecken der Bagdadbahn, bis 1933 mit Ausnahme des damals nur über syrisches Territorium erreichbaren Abschnitts von Çöbanbey nach Nusaybin alle Strecken der TCDD gehörten. Die Inselstrecke entlang der syrisch-türkischen Grenze übernahm die Cenup Demiryolları, die erst 1948 verstaatlicht und der TCDD einverleibt wurde. Der Inselbetrieb endete erst 1960 mit dem Bau der Strecke zwischen Gaziantep und Karkamış. Zuvor mussten Züge nach Nusaybin über das syrische Aleppo geführt werden.

### Ausbau des Netzes und des Fahrzeugparks
Parallel zur Übernahme der privaten Bahnen setzte der türkische Staat ein umfangreiches Neubauprogramm in Gang. Zwischen 1925 und 1939 entstanden so schrittweise Verbindungen von Ankara über Sivas nach Erzurum, von Ankara nach Zonguldak, zwischen Sivas und Samsun und von Fevzipaşa bis Elazığ. Im Westteil des Landes wurde das schlecht verknüpfte Netz der privaten Bahnen durch neue Strecken verbunden, so etwa mit der zwischen 1929 und 1932 schrittweise eröffneten Verbindung zwischen Balıkesir an der SCP-Strecke von Izmir nach Bandırma und Kütahya, bislang Endpunkt einer CFOA-Stichstrecke. Parallel dazu beschaffte die TCDD umfangreich neues Rollmaterial, sie orientierte sich dabei zunächst am Fuhrpark der Preußischen Staatseisenbahnen, später am Programm der Einheitsdampflokomotiven bei der Deutschen Reichsbahn.
Der Ausbau des Streckennetzes wurde auch während des Zweiten Weltkriegs fortgesetzt. 1944 erreichte das Schienennetz Kurtalan in Südostanatolien. Die neutrale Türkei wurde von beiden Seiten umworben, erst im Februar 1945 trat sie auf alliierter Seite in den Krieg ein. Nebeneffekt war, dass die TCDD sowohl vom Deutschen Reich wie auch aus Großbritannien und den USA in größerem Umfang Lokomotiven geliefert bekam. Nach Kriegsende zählten daher Kriegslokomotiven der deutschen DR-Baureihe 52 wie auch der amerikanischen USATC-Klassen S 160 und S 200 sowie der britischen LMS-Klasse 8F Stanier zum Bestand der TCDD. Nach dem Krieg wurden verschiedene Lokomotivbaureihen vorwiegend in der Tschechoslowakei und den USA beschafft, letztere waren als TCDD 56 301–388 die größten und schwersten je in der Türkei gefahrenen Dampflokomotiven. Mit den zwei 1960 in den eigenen Werkstätten in Sivas und Eskişehir hergestellten Lokomotiven der Reihe TCDD 56 201–202 – den einzigen je in der Türkei erbauten Dampflokomotiven – endete die Beschaffung von Dampfloks.

### Stagnation nach dem Zweiten Weltkrieg
Trotz punktueller Modernisierung ging der Marktanteil der TCDD nach dem Zweiten Weltkrieg mit der einsetzenden Motorisierung deutlich zurück. Der vor dem Krieg intensiv betriebene Streckenausbau wurde nur noch in sehr reduzierter Form fortgesetzt. Ab 1949 wurde so die während des Ersten Weltkriegs entstandene Schmalspurbahn von Erzurum nach Sarıkamış auf Normalspur umgespurt, ebenso die anschließende, im 19. Jahrhundert unter russischer Herrschaft erbaute Breitspurstrecke über Kars bis zur Grenze zur Sowjetunion, die 1961 erreicht wurde. 1960 konnte die Inselstrecke der Bagdadbahn entlang der Grenze zu Syrien mit dem restlichen Netz verbunden werden. 1971 nahm die TCDD eine Gleisverbindung zum benachbarten Iran in Betrieb. Im gleichen Jahr entstand eine Neubaustrecke nach Edirne und weiter zum bulgarischen Grenzbahnhof in Svilengrad, mit der bei den durchgehenden Zügen nach Westeuropa wie dem Istanbul-Express der mehrfache Wechsel auf griechisches Gebiet und die griechischen Grenzkontrollen entfallen konnten. Gegenüber dem Fernbusverkehr und dem privaten Pkw verlor die TCDD dennoch deutlich Marktanteile. Dies war auch dem relativ dünnen Angebot geschuldet, auf den meisten Fernstrecken verkehrten im Personenverkehr nur ein bis zwei Zugpaare pro Tag. Wichtige Städte wie Bursa und Antalya erhielten bislang trotz jahrzehntelanger Planungen keinen Anschluss an das TCDD-Netz.
Bereits vor dem Krieg hatte sich die TCDD mit der Beschaffung von Diesellokomotiven und Verbrennungstriebwagen befasst. Škoda lieferte bereits 1934 sechs Triebwagen. Weitere Lieferungen kamen von MAN, darunter auch erste Triebwagen für den Fernverkehr. Von den sechs bestellten Garnituren kamen 1944 kriegsbedingt aber lediglich noch zwei zur Auslieferung. Anfang der 1950er Jahre bestellte die TCDD ihre ersten Diesellokomotiven. Zunächst orientierte sie sich an deutschen Vorbildern und beschaffte überwiegend Lokomotiven mit Dieselhydraulischem Antrieb, unter anderem eine der DB-Baureihe V 65 vergleichbare Serie von Rangierlokomotiven. Ab 1957 kamen jedoch auch größere Serien dieselelektrischer Lokomotiven von General Electric und General Motors zum Einsatz, ab Ende der 1960er auch französische Lizenzbauten der TCDD-Baureihe DE 24000, die bei Tülomsaş in Eskişehir produziert wurden. Dieselelektrisch angetriebene Lokomotiven stellen seitdem den größten Anteil der Triebfahrzeuge außerhalb der elektrifizierten Netze. Der Dampfbetrieb hielt sich dennoch bis Mitte der 1980er Jahre in größerem Umfang, die letzten Dampfloks wurden erst Ende dieses Jahrzehnts außer Dienst gestellt.
Die Elektrifizierung begann bei der TCDD 1955. In diesem Jahr wurde die 28 km lange Istanbuler Vorortstrecke von Istanbul Sirkeci bis Halkalı elektrifiziert. Die TCDD entschied sich hierbei für das Wechselstromsystem mit der Standard-Industriefrequenz von 25 kV/50 Hz. Lokomotiven und Triebwagen wurden von französischen Herstellern geliefert. Weitere Elektrifizierungen folgten erst ab 1969, zunächst im Istanbuler Vorortverkehr auf der asiatischen Seite. Längere Fernstrecken kamen erst ab Mitte der 1980er Jahre unter Draht. Seit 1993 kann zwischen Istanbul und Ankara elektrisch gefahren werden, seit 1997 zwischen Istanbul und Edirne. Ebenso wurde 1994 der elektrische Betrieb auf der für den Transport von Eisenerz wichtigen Strecke zwischen Divriği und dem Mittelmeerhafen İskenderun aufgenommen. Umfangreichere Planungen zu Streckenmodernisierungen und Begradigungen wurden dagegen nur ansatzweise umgesetzt.

### Modernisierung seit 2000
Seit den 2000er Jahren versucht die TCDD, wieder Marktanteile zurückzugewinnen. Wesentliches Instrument dazu ist die Einführung von Hochgeschwindigkeitsverkehr. 2009 konnte der erste Abschnitt der Hochgeschwindigkeitsstrecke Ankara–Istanbul in Betrieb genommen werden. 2010 folgte die Hochgeschwindigkeitsstrecke Ankara–Konya. Neben dem Ausbau des Fernverkehrs setzt die TCDD vor allem auf den Vorortverkehr, meist eine S-Bahn, die hauptsächlich unterirdisch verläuft (wie eine Metro), jedoch bis in die umliegenden Städte fährt. Die bestehenden Netze in Istanbul und Ankara sollen erweitert werden, die S-Bahn Izmir (İZBAN) wurde elektrifiziert und ebenfalls erweitert. Ein wesentliches Projekt war vor allem der Marmaray-Tunnel unter dem Bosporus, der die bislang getrennten Netze in der europäischen und asiatischen Türkei verbunden hat.

## Unternehmen

### Struktur und Aufbau
Die TCDD untersteht dem Ministerium für Transport und Infrastruktur. Dabei werden die Verwaltungsräte und die Geschäftsleitung durch den jeweiligen Minister ausgewählt. Zurzeit ist Ali İhsan Uygun CEO der TCDD. Das Unternehmen wurde nach den Gebieten Haydarpaşa, Ankara, İzmir, Sivas, Malatya, Adana, Afyon und YHT Ankara (YHT ist die türkische Abkürzung für Hochgeschwindigkeitszug) eingeteilt. Jedes Gebiet hat die Aufgabe, den Betrieb dort selbstständig zu gewährleisten und hat eine Leitung. Schlussendlich ist die Aufgabe des CEO, die Gebiete miteinander problemlos zu verknüpfen, um so ein einheitliches Netz zu erhalten. Zusätzlich wird der CEO von fünf Stellvertretern unterstützt, welche alle ein bestimmtes Aufgabengebiet haben.
Seit 2017 ist die TCDD auf den Betrieb der Eisenbahninfrastruktur beschränkt, die neugegründete Tochter TCDD Taşımacılık hat seitdem den Betrieb des Personen- und Güterverkehrs übernommen.

### Tochtergesellschaften

#### Fabriken
Die TCDD hat einige Tochtergesellschaften. Die TÜLOMSAŞ wurde 1984 in Eskişehir mit der Aufgabe, Lokomotiven und Zugkompositionen zu entwickeln und bauen, gegründet. Aktuell ist die Firma auf den Bau eines eigenen Hochgeschwindigkeitszuges fokussiert. Die TÜVASAŞ ist vor allem für die Wartung der Züge zuständig und hat ihren Hauptsitz in Adapazarı. Einzelteile stellt die Tochter TÜDEMSAŞ in Sivas her.

#### Bahnen
Auch Bahnprojekte in verschiedensten Städten gehören der TCDD oder werden im Auftrag des Ministeriums für Transport und Infrastruktur betrieben. Die S-Bahn İzmir (İZBAN), das Bahnsystem der Metropole İzmir, wurde von der Stadt Izmir auf einer alten Strecke der TCDD errichtet und ist zu je 50 % im Besitz der TCDD und der Stadt Izmir. Die S-Bahn Ankara (Başkentray) wurde im Auftrag des Staates ins Leben gerufen und gehört ebenfalls der TCDD. Während die Metro Ankara nur das unmittelbare Stadtgebiet selbst bedient, verbindet Başkentray die Vororte und nahgelegenen Städte mit der Hauptstadt und ergänzt damit die Metro. Das neuste Projekt ist Gaziray, eine S-Bahn der Stadt Gaziantep. 50 % dieses Unternehmens gehören der Stadt Gaziantep und 50 % der TCDD.

## Netzstruktur

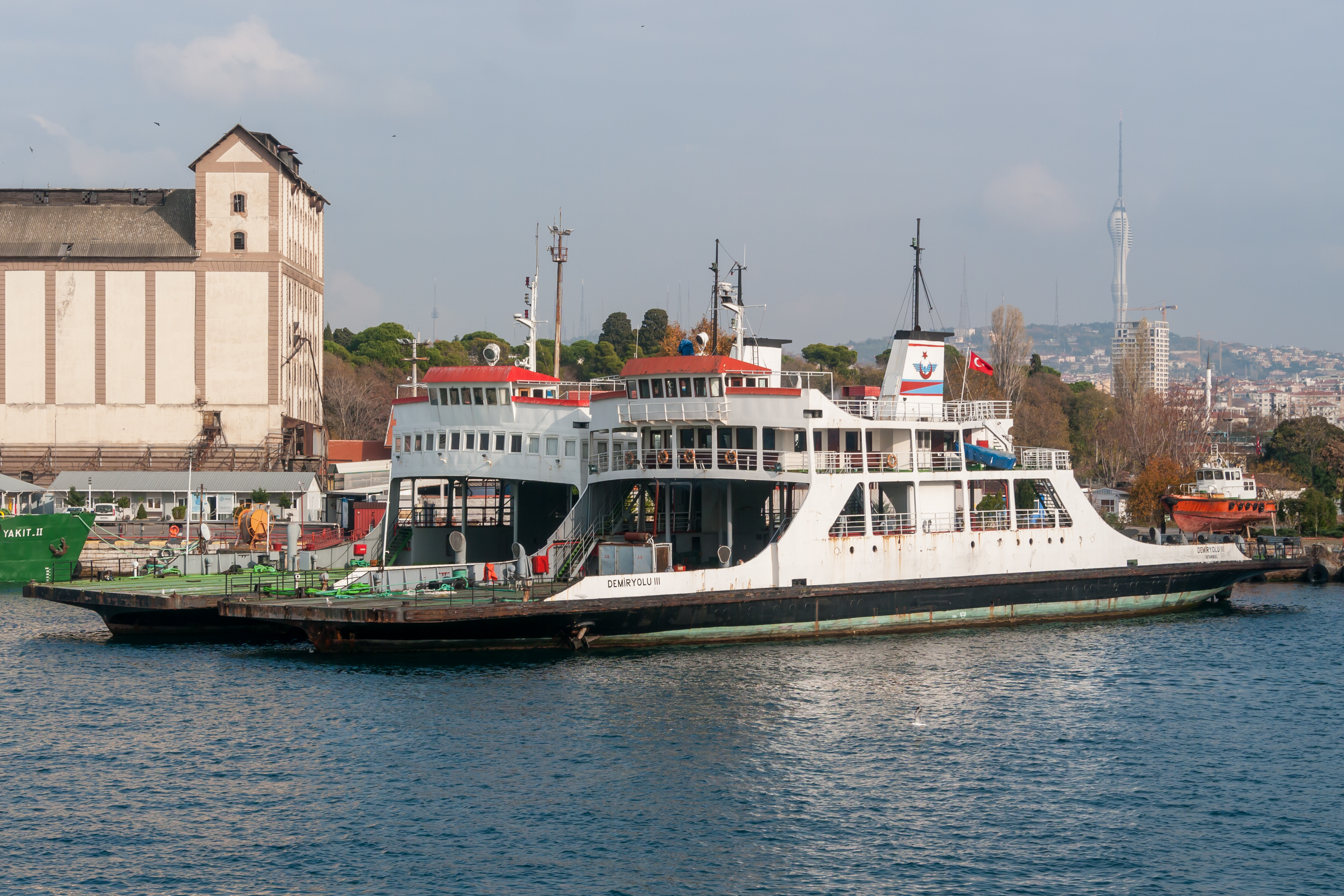
Zwei Eisenbahnfähren am Bahnhof Haydarpaşa

Das Netz der TCDD war bis 2018 dreigeteilt:
- das Netz im europäischen Teil der Türkei mit den Strecken nach Griechenland und Bulgarien;
- das Zentralnetz im asiatischen Teil der Türkei, das den größten Teil der Strecken umfasst;
- die vom Zentralnetz durch den Vansee getrennte Strecke von Van in den Iran. Die Strecke endet von Ankara kommend in Tatvan. Zwischen Tatvan und Van verkehren eine Eisenbahnfähre und Omnibusse.

In Istanbul existierten deshalb zwei Endbahnhöfe: Der Bahnhof Sirkeci liegt im Bereich der historischen Altstadt auf dem Westufer des Bosporus, der Bahnhof Haydarpaşa im asiatischen. Zwischen beiden Stationen verkehren Eisenbahnfähren, die allerdings nur Güterwagen befördern. Die Verbindung für Reisende zwischen Sirkeci und Haydarpaşa war jahrzehntelang mangelhaft. Sie mussten vom Bahnhof Sirkeci einen Fußweg von etwa tausend Metern zurücklegen und die Galatabrücke über das Goldene Horn überqueren. Die Personenfährschiffe zum Bahnhof Haydarpaşa verkehrten nur vom Anleger Karaköy. Mit dem Projekt Marmaray wurde ein Eisenbahntunnel unter dem Bosporus errichtet, der 2013 in Betrieb ging. In der ersten Betriebszeit konnte er jedoch aufgrund der fehlenden Verbindungen zum restlichen Streckenennetz ausschließlich durch die S-Bahn Istanbul genutzt werden. Seit Dezember 2018 ist der Tunnel mit dem übrigen Eisenbahnnetz verbunden und so auch für den Fern- und Güterverkehr nutzbar. Damit sind auch die Teilnetze im europäischen Teil und in Anatolien miteinander verbunden. Lediglich der Abschnitt östlich von Van ist weiterhin nur per Fähre vom restlichen TCDD-Netz erreichbar. Hochgeschwindigkeitszüge aus dem Osten des Landes enden nun im Bahnhof Halkalı, der im Westen der Stadt liegt.
Die Länge des Streckennetzes beträgt heute 10 984 km. Davon sind 45 % elektrifiziert (Stand 2019). Es besteht noch kein zusammenhängendes elektrisches Netz. Elektrifiziert sind folgende Netzteile:
- die Verbindung von der bulgarischen Grenze über Istanbul bis Ankara einschließlich der Vorortverkehre um Istanbul und Ankara, des Marmaray-Tunnels sowie der beiden Schnellfahrstrecken Istanbul–Ankara und Ankara–Konya
- die Strecken der İZBAN (S-Bahn İzmir)
- der aufgrund des umfangreichen Erzverkehrs wichtige Abschnitt İskenderun–Malatya–Divriği einschließlich des Teilabschnitts der Bagdadbahn zwischen Osmaniye und Fevzipaşa.

## Betrieb

### Personenverkehr

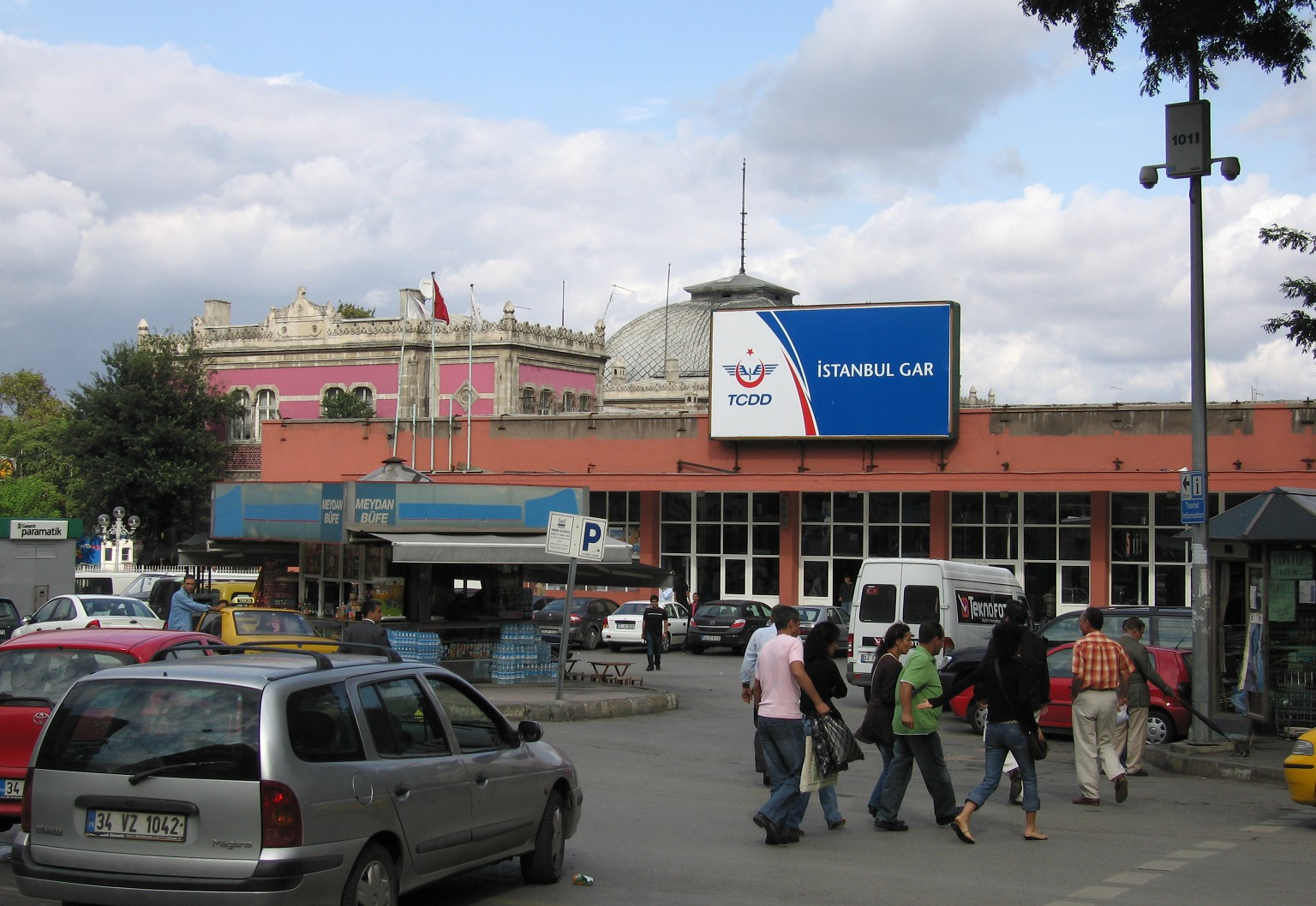
Bahnhof Sirkeci in Istanbul, heutiger Eingang

Bis Mitte der 1950er Jahre war die Eisenbahn in der Türkei das wichtigste Landverkehrsmittel. Seitdem wurde sie durch den Straßenverkehr marginalisiert. Der Personenfernverkehr der TCDD ist so vergleichsweise spärlich. Die durchschnittliche Reisegeschwindigkeit liegt unter der, die mit dem recht dichten Netz des öffentlichen Busverkehrs erreicht wird. Jedoch ist der Komfort in den Zügen weit höher. Auf den bedienten Strecken verkehrt in der Regel ein Fernzug pro Tag, meist als Nachtverbindung. Einige Strecken werden noch seltener bedient. Ausnahme ist die Strecke Istanbul–Ankara, auf der mehrere Tag- und Nachtverbindungen angeboten werden. In dieser Relation wurde am 25. Juli 2014 die Hochgeschwindigkeitsstrecke Ankara–Istanbul zwischen Ankara und Istanbul-Pendik mit einer Höchstgeschwindigkeit von bis zu 250 km/h eröffnet. Im Jahr 2010 wurde die Hochgeschwindigkeitsstrecke Ankara–Konya in Betrieb genommen.
2018 wurde die zweitwichtigste Verbindung, der Doğu Ekspresi (Ost Express), von Istanbul über Ankara nach Kars aufgegeben, da einerseits die Bahn so kaum mithalten konnte mit dem Flugzeug und andererseits diese Strecke bis 2023 durch eine parallel verlaufende Hochgeschwindigkeitsstrecke ersetzt wird. Es wurde aber vom Ministerium für Kultur und Tourismus das Projekt Turistik Doğu Ekspresi ins Leben gerufen. Die Zugkompositionen wurden dabei renoviert. Der Zug führt inländische und ausländische Touristen durch die Osttürkei. Dabei wird in regelmäßigen Abständen Halt gemacht und die regionale Kultur und Natur kennerlernt. So finden geführte Wanderungen, Schiffstouren, Konzerte etc. statt. Am Morgen beginnen die Besichtigungen jeweils und Am Abend setzt der Zug seine Fahrt fort. Die Reise dauert drei Tage mit zwei Übernachtungen im Zug.
Hinzu kommen auf einigen Streckenabschnitten „Regionalzüge“, auch meist nur einer pro Tag. Einen S-Bahn-Verkehr gibt es in Istanbul (Banliyö Trenleri), in Izmir, Ankara, zwischen Adana und Mersin und Gaziantep.
Die im Fernverkehr eingesetzten Wagen sind in der Regel sehr modern. Das traditionelle Klassensystem wurde abgeschafft und durch eine Einheitsklasse, „Pullman“ genannt, ersetzt. Sitzwagen mit der Sitzanordnung 1 + 2 bieten einen Komfort wie Großraumwagen erster Klasse der mitteleuropäischen Bahnen – zu allerdings sehr viel niedrigeren Preisen. Darüber hinaus werden in Nachtverbindungen Schlafwagen (Zweibettabteile, WL A) und Liegewagen (Vierbettabteile, Ac) angeboten. Wagen älterer Bauart des gehobenen Komforts werden im Regionalverkehr weiter verwendet. Sie sind allerdings nicht umbenannt worden, so dass Garnituren unterwegs sind, die rein aus Wagen erster Klasse oder aus Liegewagen zweiter Klasse gebildet werden. Für alle aber gilt der Einheitspreis „Pullman“.
Die TCDD ist für Nichtanlieger nur schwer zu nutzen. Gedruckte Fahrpläne gibt es schon seit zehn Jahren nicht mehr und im Internet wird nur ein Teil der Verbindungen veröffentlicht.
Internationale Personenzugverbindungen bestehen mit Bulgarien, Serbien, Rumänien, dem Iran und – laut Fahrplan – mit Syrien:
- von Istanbul nach
  - Belgrad (über Sofia)
  - Bukarest
  - Aleppo (Fahrplanangabe, verkehrt wohl seit längerem nicht mehr)
  - Teheran
- von Van nach
  - Täbris (Iran)

Außerdem halten Züge zwischen Teheran und Damaskus auf beiden Richtungen in Van, Muş, Elazığ und anderen südostanatolischen Städten. Die Zugverbindung zwischen Nusaybin und Bagdad wurde 2003 im Zusammenhang mit dem Irakkrieg auf unbestimmte Zeit eingestellt. Der früher bei Gastarbeitern beliebte Istanbul-Express von Istanbul nach München verkehrt seit dem Beginn der Jugoslawienkriege nicht mehr. Griechenland stellte 2011 aus wirtschaftlichen Gründen sämtliche internationalen Eisenbahnverbindungen ein, damit auch diejenige in die Türkei.

### Güterverkehr
Seit 2002 betreibt TCDD gemeinsam mit den Bahngesellschaften Irans, Kasachstans, Tadschikistans, Turkmenistans, Kirgisistans und Usbekistans den Eurasia Block Container Train. Der Zug verkehrt auf der Strecke Istanbul–Ankara–Teheran–Taschkent–Almaty und transportiert Güter zwischen den sieben beteiligten Ländern.

### Fahrzeuge

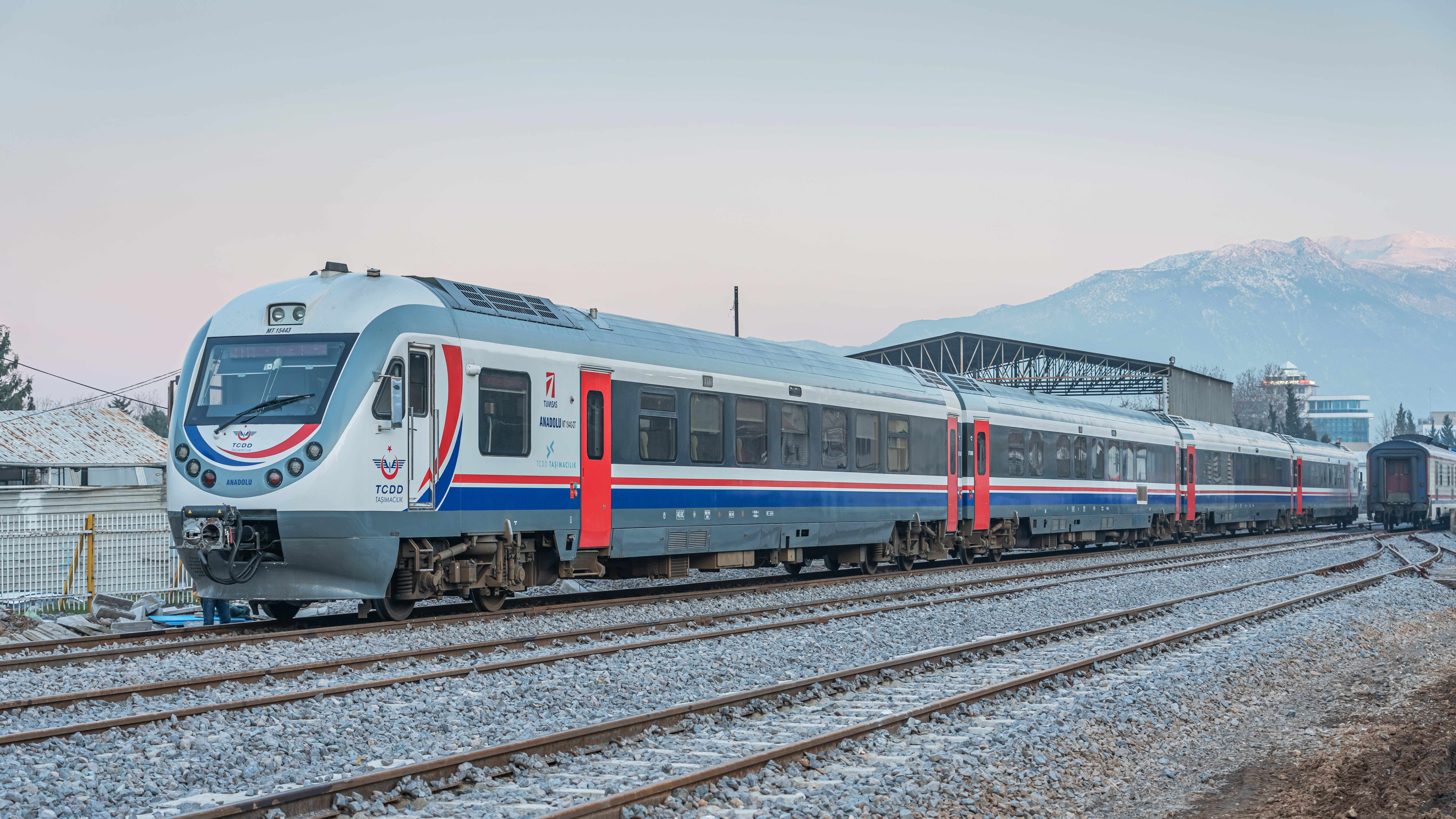
Dieselzug MT 15443 in Denizli

Auf den Hochgeschwindigkeitsstrecken kommen die „Yüksek Hizli Tren“ genannten Hochgeschwindigkeitszüge der Baureihen HT65000 und HT80000 mit Geschwindigkeiten bis zu 300 km/h zum Einsatz. Auf dem übrigen elektrifizierten Streckennetz überwiegen zwei Baureihen von Elektrolokomotiven, dies sind die E 43000 im Personen- und Güterverkehr und die von den ŽFBH angemieteten E 52500 im Personenverkehr. Daneben kommen im Raum Istanbul im Regionalverkehr Lokomotiven der Baureihe E 40000 sowie zwei Bauarten elektrischer Triebwagen (E 8000 und E 14000) zum Einsatz.
Auf den nicht elektrifizierten Strecken sowie für Rangierdienste werden verschiedene Bauarten von Dieseltriebwagen und -lokomotiven eingesetzt, hier sind vor allem die 2008 vom südkoreanischen Unternehmen Hyundai Rotem gelieferten Triebwagen DM 15000 sowie die in großer Zahl vertretenen Lokomotiven der Baureihe DE 24000 zu nennen.
Auch einige Fahrzeuge deutscher Hersteller kommen und kamen in der Türkei zum Einsatz, beispielsweise verschiedene Bauarten der MaK-Stangenlokomotiven (Baureihen DH 3600, DH 33100 und DH 44100) oder auch von der DB erworbene Gebrauchtfahrzeuge wie die DB-Baureihe V 60 als Baureihe DH 6500 und Uerdinger Schienenbusse als RM 3000. Bis Mitte des 20. Jahrhunderts lieferten deutsche Hersteller auch Dampflokomotiven diverser Typen in die Türkei, etwa die TCDD 46 001–025, TCDD 46 051–061, TCDD 57 01–04, TCDD 56 001–166 und TCDD 57 001–027.

## Projekte

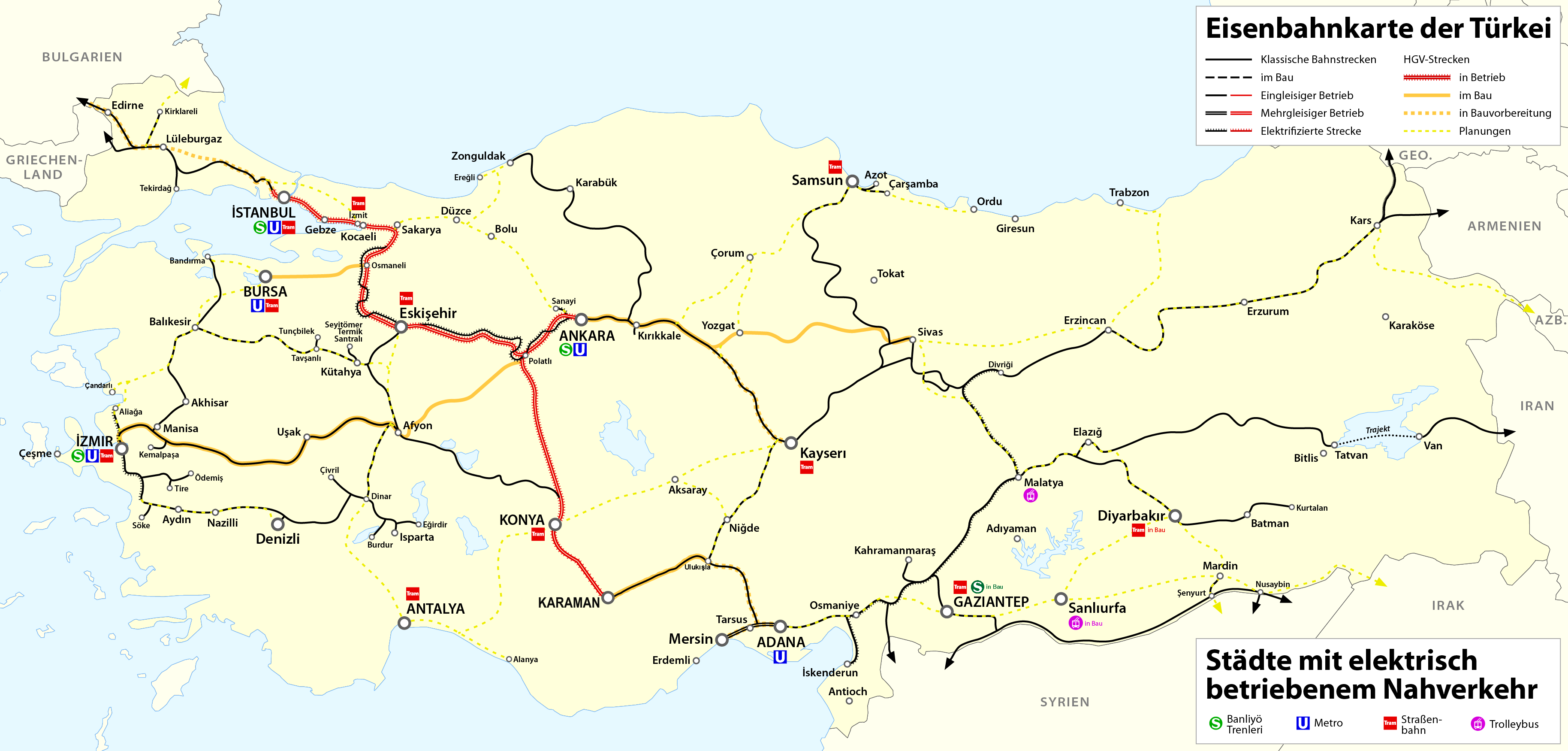
Hochgeschwindigkeitsstrecken in der Türkei

- Hochgeschwindigkeitsstrecken Ankara–Sivas, Sivas-Erzincan, Erzincan-Kars und Erzincan-Trabzon
- Neubau von (Metro-ähnlichen) S-Bahnen oder Tramnetzen für zahlreiche Städte
- Im Rahmen des europäischen Verkehrskonzeptes (Wider Europe for Transport) sollte die Hochgeschwindigkeitsverbindung bis zum Jahre 2010 zur bulgarischen Grenze verlängert werden. Der Start des Projektes hatte sich lange verzögert, Baubeginn war am 25. September 2019[18]